# أليكسي كوزيمسكي
أليكسي كوزيمسكي (بالبولندية: Aleksy Kuziemski) مواليد 9 مايو 1977 في بولندا، هو ملاكم بولندي يصنف ضمن فئة وزن خفيف الثقيل. شارك في دورة الألعاب الأولمبية الصيفية سنة 2004.

## إحصائيات
خاض خلال مسيرته 28 نزالا، فاز في 23 وخسر في 5. فاز بالضربة القاضية في 7 نزالا.

## روابط خارجية
- أليكسي كوزيمسكي على موقع بوكس ريك (الإنجليزية) (registration required)
- أليكسي كوزيمسكي على موقع اللجنة الأولمبية الدولية (الإنجليزية)
- أليكسي كوزيمسكي على موقع أوليمبيديا (الإنجليزية)
- أليكسي كوزيمسكي على موقع اللجنة الأولمبية البولندية (مؤرشف) (البولندية)